# Pocahontas
|  | Per a altres significats, vegeu «Pocahontas (desambiguació)». |

Matoaka, més coneguda com a Rebecca Rolfe o també com a Pocahontas   (Werowocomoco, c. 1596 - Gravesend, març 1617) va ser una princesa powhatan.
Filla del rei dels powhatan, Wahunsonacock, el seu nom volia dir "entremaliada". El 1608 va salvar la vida del capità John Smith. Tanmateix, el 1612 fou capturada pels anglesos i duta a Jamestown. Allí es convertí al cristianisme i adoptà el nom de Rebecca.
El 5 d'abril del 1614 es casà amb l'explorador i empresari John Rolfe i el 1615 van tenir el primer fill, Thomas. El 1616 va viatjar a Anglaterra amb el seu marit, on fou presentada al rei Jaume I d'Anglaterra.
Morí a Gravesend d'una malaltia i va ser enterrada a l'església de Gravesend, Kent, Regne Unit, encara que se'n desconeix la localització exacta.
Marcel Schwob li dedicà un capítol (Pocahontas, princesa) a les seves Vides imaginàries (1896).
El 1995 es va estrenar el film Pocahontas, vagament inspirat en la seva vida.